# Caudron C.362
Dimensions
Le Caudron C.362 et le C.366, presque identique, étaient des avions de course monoplaces dessinés par Marcel Riffard (1896-1981) construits en 1933 par Caudron - Renault pour participer à la Coupe Deutsch de la Meurthe.

## Histoire
Lors des essais de la coupe 1933, trois C.362 et 366 sont présents. Le C.362 piloté par le chef-pilote de Caudron, Raymond Delmotte (1894-1962) pour battre deux records du monde de vitesse pour les avions légers, celui des 1 000 km à 332,88 km/h et celui des 100 km à 333,77 km/h,.

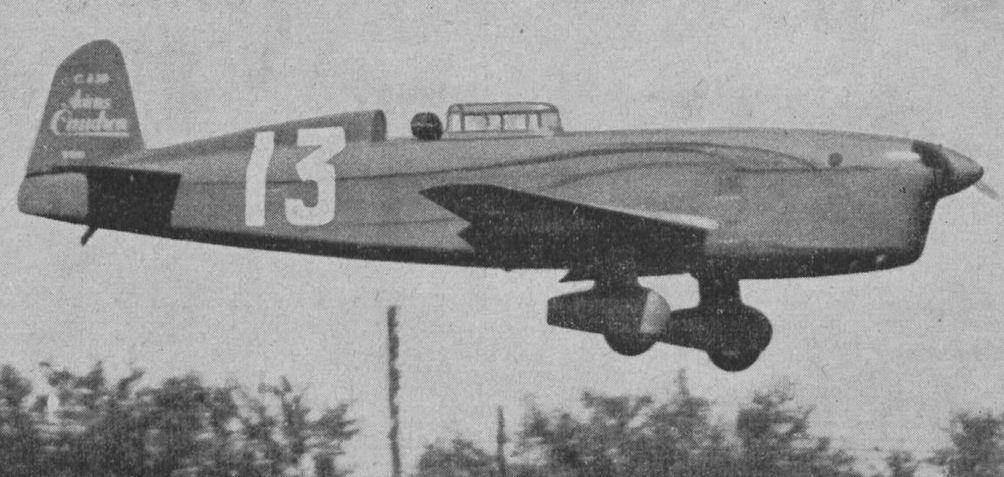
Un Caudron C.362 photographié en 1942.

Le 24 mai, Ludovic Arrachart (1897-1933) se tue lorsque son C.362 s'écrase après une panne moteur (carburateur) alors qu'il participait aux vols d'essai de la coupe.
Le lendemain, le C.366, piloté par Henri Valot (1903-1933), est gravement endommagé lors d'un accident à l'atterrissage (train détruit), forçant son retrait de la compétition. 
L'avion restant, piloté par Delmotte, termine deuxième du concours, parcourant 2 000 km en 6 h 52 min 5 s, soit une vitesse de 317,04 km/h.
En 1934, piloté par Émile Régnier (1894-1940), un Caudron C.366 Atalante équipé d'un moteur Régnier 6Bo six-cylindres de 225 ch bat le record du monde sur 1 000 km à la vitesse de 358 km/h et se classe deuxième de la Coupe Deutsch avec 361 km/h.
Le 26 décembre 1934, Delmotte établit un nouveau record sur 100 km à 334,67 km/h et le 2 mai 1935, il le porte même à 345,62 km/h.
Un C.366, équipé d'une hélice à pas variable Levasseur, piloté par Louis Masotte (1906-1937) se classe deuxième de la Coupe Deutsch de la Meurthe de 1934.

## Description
Les C.362 et C.366 étaient des monoplans monoplaces à voilure basse avec train d'atterrissage fixe. La construction était en bois, avec une aile à un seul longeron de section symétrique. Le longeron était en épicéa avec une âme en contreplaqué de bouleau. Les ailes chargées à 100 kg/m2 étaient munies d'ailerons
La principale différence entre les deux types était le groupe motopropulseur utilisé. Le C.362 était propulsé par une version à taux de compression élevé du Renault  Bengali  quatre cylindres en ligne inversé refroidi par air développant 170 ch (130 kW) alors que le C.366 était animé par un moteur Régnier 6 cylindres en ligne inversés refroidis par air de 210 ch (157 kW). 
Il avait été prévu d'utiliser ce moteur pour trois avions, mais des problèmes de développement avec celui-ci ont entraîné l'utilisation du moteur Renault dans deux des cellules qui avaient été construites.
Les avions étaient propulsés par des hélices bipales Ratier à pas réglable au sol.

### Variantes
Le type a été décliné pour la course en versions C.450 et C.460, qui ont remporté la Coupe Deutsch de la Meurthe» en 1934, 1935 et 1936.